# Meadow Grove
Meadow Grove és una població dels Estats Units a l'estat de Nebraska. Segons el cens del 2000 tenia 311 habitants.

## Demografia
Segons el cens del 2000, Meadow Grove tenia 311 habitants, 146 habitatges, i 88 famílies. La densitat de població era de 400,3 habitants per km².
Dels 146 habitatges en un 23,3% hi vivien nens de menys de 18 anys, en un 51,4% hi vivien parelles casades, en un 6,2% dones solteres, i en un 39,7% no eren unitats familiars. En el 39,7% dels habitatges hi vivien persones soles el 22,6% de les quals corresponia a persones de 65 anys o més que vivien soles. El nombre mitjà de persones vivint en cada habitatge era de 2,13 i el nombre mitjà de persones que vivien en cada família era de 2,85.
Per edats la població es repartia de la següent manera: un 21,5% tenia menys de 18 anys, un 9,3% entre 18 i 24, un 24,4% entre 25 i 44, un 21,5% de 45 a 60 i un 23,2% 65 anys o més.
L'edat mediana era de 43 anys. Per cada 100 dones de 18 o més anys hi havia 93,7 homes.
La renda mediana per habitatge era de 26.042 $ i la renda mediana per família de 35.417 $. Els homes tenien una renda mediana de 26.563 $ mentre que les dones 20.000 $. La renda per capita de la població era de 16.259 $. Aproximadament el 16% de les famílies i el 21,3% de la població estaven per davall del llindar de pobresa.

## Poblacions més properes
El següent diagrama mostra les poblacions més properes.